# El Sarrato
El Sarrato es una aldea aragonesa del municipio del Aínsa-Sobrarbe, en la comarca del Sobrarbe de la provincia de Huesca (España). Actualmente se encuentra despoblada.

## Geografía
El Sarrato es un topónimo de significado transparente, porque las dos casas que forman el núcleo se encuentran en lo alto de un serrado en la bajante del Sarrastaño hacia el barranco de Bruello.
Tiene una pista que lo comunica con Pelegrín (a pocos cientos de metros) y con la pardina de La Capana, y a través de ella con la carretera autonómica A-138 justo antes del desvío de Coscojuela. También se puede acceder, en sentido contrario, por el camino tradicional de Sarratiás y de Bruello, que remonta el valle desde la ermita de San Lino, con más de 4 km de recorrido.
El Sarrato, con Bruello y las otras pardinas que se encuentran en el valle, fue parte del municipio de Santa María de Buil que desapareció en los años 1960 absorbido por Aínsa. Desde 1981 el municipio se llama por ello Aínsa-Sobrarbe.
El Sarrato es mencionado en una expresión popular en los alrededores que muestra la baja densidad de población de esta parte del Sobrarbe, muy repartida en pardinas y aldeas de no más de tres o cuatro casas cada una:

O Sarrato, Sarratillo y Sarratiás,
once casas y tres lugars.
Popular

El dicho hace alusión a las dos casas que tradicionalmente han formado El Sarrato, siete que formaban Sarratillo, y dos más que hacían Sarratiás.